# Sneltram van Kryvy Rih

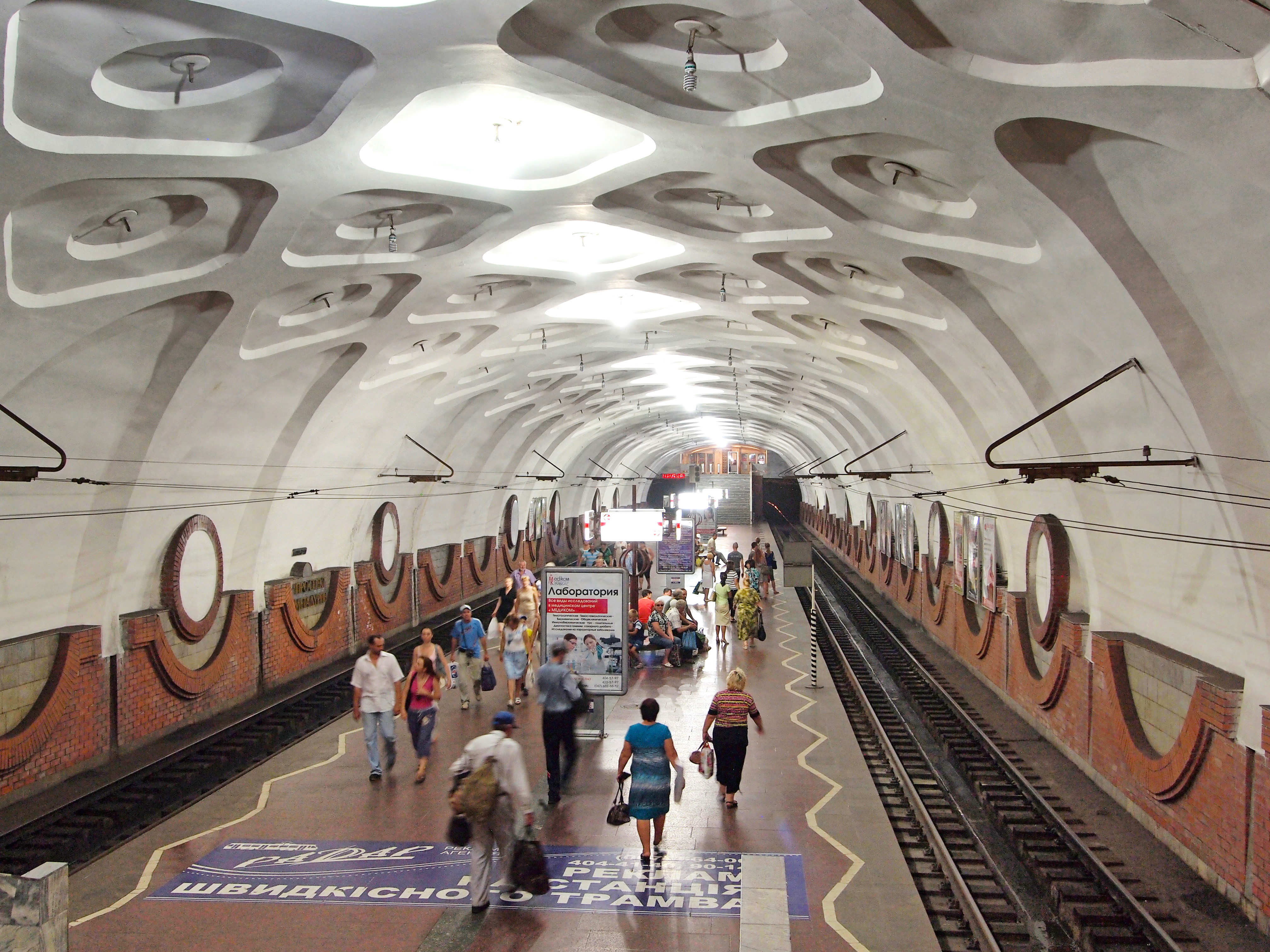
Station Prospekt Metalurhiv

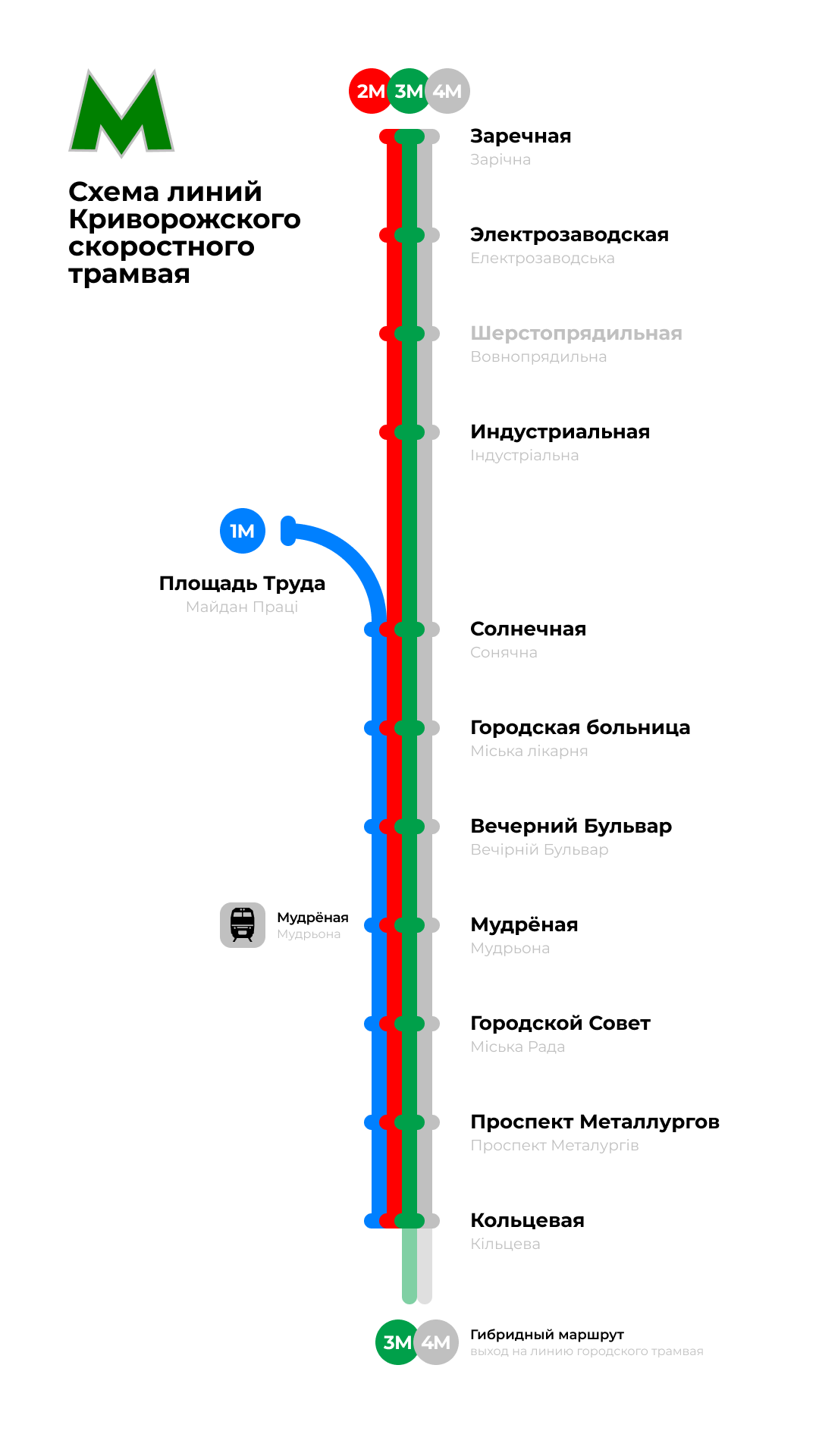
Kaart van het net

De Kryvy Rih Metrotram (Oekraïens: Криворі́зький метротра́м) genoemd, is een volledig kruisingsvrij railsysteem op metrostandaard in de stad Kryvy Rih en werd in 1986 geopend. De lijnen 1M en 2M rijden over het volledig kruisingsvrije deel; de lijnen 3M en 4M daarnaast ook op het reguliere tramnet. Alle lijnen rijden met trammaterieel zodat de lijnen 1M en 2M lichte metrolijnen en de lijnen 3M en 4M semimetrolijnen vormen.
De infrastrucruur bestaat uit één van noord naar zuid lopende lijn met een aftakking. Deze lijn heeft een lengte van 17,7 kilometer en telt 11 stations; waarvan vier stations en 6,8 kilometer spoor ondergronds. Het metrodeel wordt beheerd door een speciaal gemeentelijk bedrijf (Oekraïens: Криворізький швидкісний трамвай, Kryvorizjsky sjvydkisny tramvaj), dat losstaat van de exploitant van de rest van het stedelijke openbaar vervoer (tram en trolleybus).

## Geschiedenis
Kryvy Rih kreeg, na Wolgograd, als tweede stad in de Sovjet-Unie een dergelijk systeem, dat in het Russisch skorostnoj tramvaj (snelle tram) wordt genoemd. De stations hadden oorspronkelijk Russische namen, die na de onafhankelijkheid van Oekraïne door Oekraïense equivalenten werden vervangen.
De bouw van de lijn startte in 1974 en op 26 december 1986 werd het eerste deel voor het publiek opengesteld. Dit traject verbond Plosjtsjad Troeda (nu Maidan Pratsi) met Dzerzjinskaja (nu Dzerzjynska), had een lengte van 7,7 kilometer en telde vier stations - station Miska Likarnja werd pas later aan de lijn toegevoegd. Op 25 mei 1989 werd de lijn in het zuiden met drie stations en 4,5 kilometer verlengd tot Koltsevaja (nu Kiltseva). In het noorden opende op 26 oktober 1999 het 5,5 kilometer lange tracé Zjovtneva - Zaritsjna, waardoor de lijn twee takken kreeg. 

### 21e eeuw
Aan de bestaande lijn werden later twee stations toegevoegd: Elektrozavodska op 19 juni 2000 en Miska Likarnja op 19 mei 2001; tussen Indoestrialna en Elektrozavodska bevindt zich nog een station in ruwbouw, welke niet is geopend wegens het ontbreken van potentiële reizigers in de omgeving. Pas in 2012 werd de metroinfrastructuur op het bestaande tramnet aangesloten.

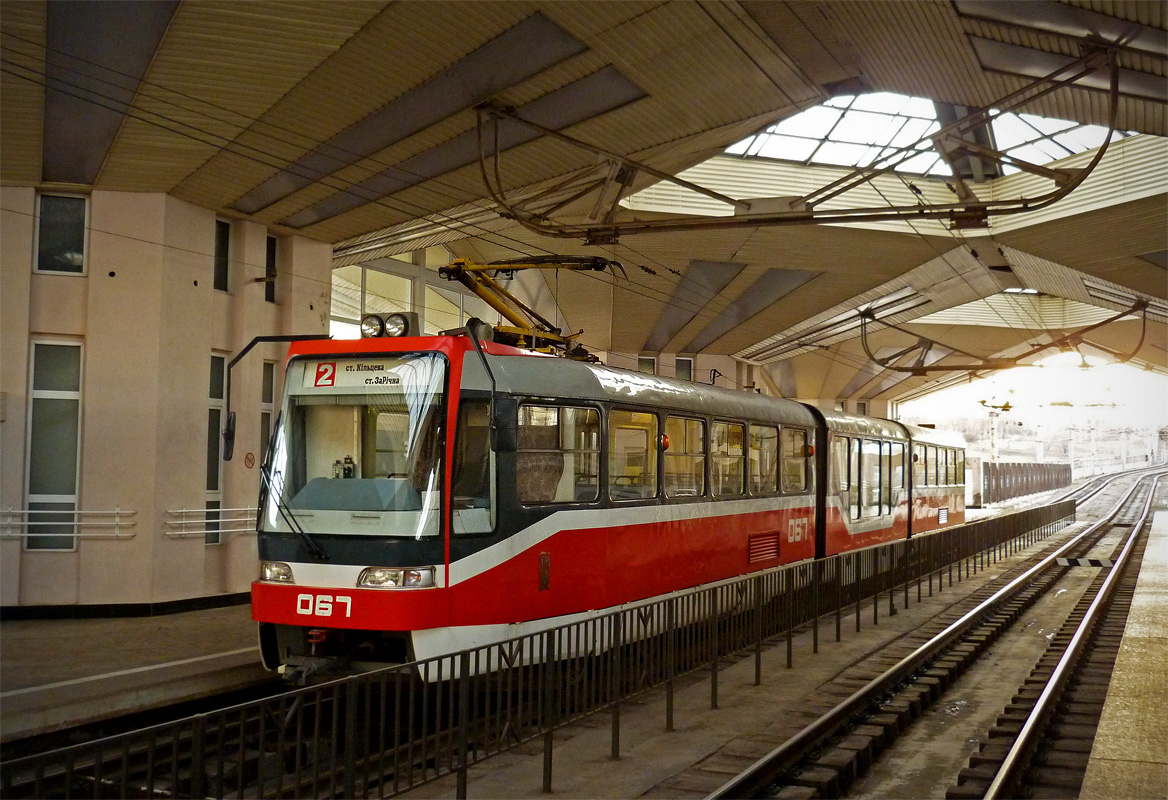
Gerenoveerde Tatra KT3 tram.

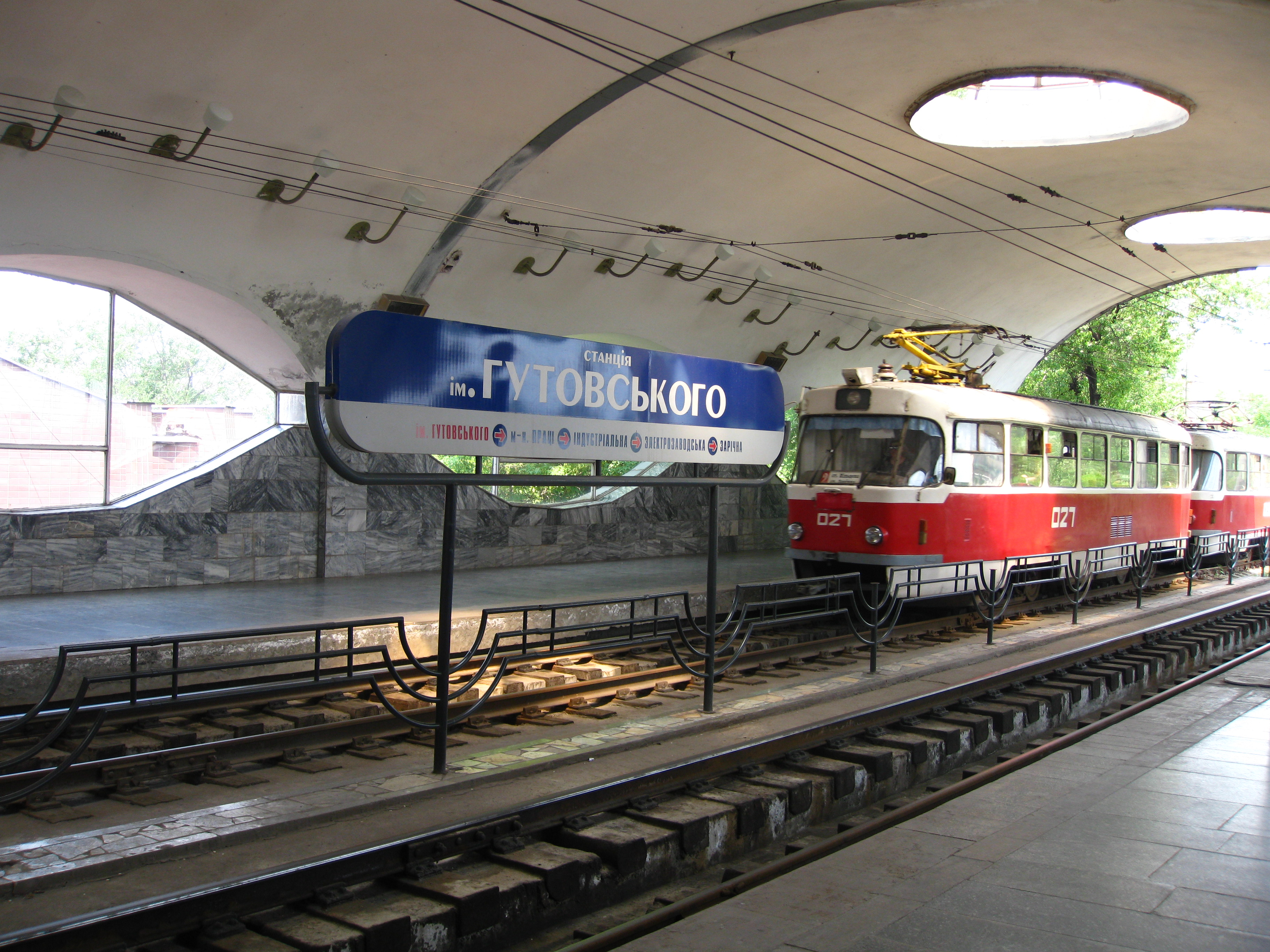
Gekoppelde Tatra T3 trams.

## Rollend materieel
De lijn wordt geëxploiteerd met trams bestaand uit twee of drie wagens van het type Tatra-T3 of KTM-11. De Tatra-T3-trams zijn eenrichtingstrams, wat wil zeggen dat ze slechts aan één zijde deuren hebben en over één bestuurderscabine beschikken. Om deze reden zijn er bij alle eindpunten keerlussen aanwezig en wordt er in de tunnels, waar de stations eilandperrons hebben, links gereden. Hoewel de KTM-11-trams geschikt zijn voor tweerichtingsexploitatie wordt van deze mogelijkheid alleen gebruikgemaakt bij stremmingen.
De lijn heeft een eigen depot nabij station Maidan Pratsi. Voor het overbrengen van materieel van het normale stadstramnet naar de semimetrolijn is er een verbindingsspoor aanwezig bij station Kiltseva. De spoorwijdte van de lijn bedraagt 1520 mm.

## Praktische informatie
De infrastructuur wordt bereden door vier lijnen; lijn 1M rijdt van Maidan Pratsi naar Kiltseva, lijn 2M van Zarichna naar Kiltseva, lijn 3M van Zarichna naar Zbahachuvalna en lijn 4M van Zarichna naar Pivdennyi GZK. Het systeem is geopend van half vijf 's ochtends tot ongeveer half twaalf 's avonds. Op het door alle routes gedeelte traject (Kiltseva - Zjovtneva) rijdt in de spitsuren iedere twee tot drie minuten een tram, buiten de spits ligt de frequentie tussen vijf (overdag) en tien ('s avonds) minuten; ongeveer een op de drie trams gaat naar Zarichna, de overige trams hebben Maidan Pratsi als eindpunt.
Ritten worden betaald met speciale muntjes (жетони, zjetony), die 60 kopeken (ongeveer € 0,10) kosten.